# Xã Superior, Quận Washtenaw, Michigan
Xã Superior (tiếng Anh: Superior Township) là một xã thuộc quận Washtenaw, tiểu bang Michigan, Hoa Kỳ. Năm 2010, dân số của xã này là 13.058 người.